# Tribute (album d'Ozzy Osbourne)
Pour les articles homonymes, voir Tribute.
Albums de Ozzy Osbourne
The Ultimate Sin
(1986) No Rest for the Wicked
(1989)
Singles
1. Crazy Train (live)
Sortie : 1987

Tribute (To Randy Rhoads), communément appelé Tribute, est un album live d'Ozzy Osbourne sorti en 1987, soit cinq ans après le décès de Randy Rhoads, premier guitariste de la carrière solo de Ozzy.
Cet album a été enregistré principalement lors de la tournée de l'album Diary of a Madman (1981). La face 4 a été enregistrée en 1980 sauf la chanson "Dee", qui provient d'un enregistrement effectué en studio et qui figure également sur l'album Blizzard of Ozz dans une version plus courte.

## Listes des titres
Face 1
| No | Titre        | Auteur                                   | Durée |
| -- | ------------ | ---------------------------------------- | ----- |
| 1. | I Don't Know | Ozzy Osbourne, Randy Rhoads, Bob Daisley | 5:40  |
| 2. | Crazy Train  | Osbourne, Rhoads, Daisley                | 5:19  |
| 3. | Believer     | Osbourne, Rhoads, Daisley                | 5:08  |
| 4. | Mr. Crowley  | Osbourne, Rhoads, Daisley                | 5:37  |

Face 2
| No | Titre                                          | Auteur                                  | Durée |
| -- | ---------------------------------------------- | --------------------------------------- | ----- |
| 5. | Flying High Again                              | Osbourne, Rhoads, Daisley, Lee Kerslake | 4:17  |
| 6. | Revelation (Mother Earth)                      | Osbourne, Rhoads, Daisley               | 5:58  |
| 7. | Steal Away (The Night) (avec solo de batterie) | Osbourne, Rhoads, Daisley               | 8:04  |

Face 3
| No  | Titre                                   | Auteur                                         | Durée |
| --- | --------------------------------------- | ---------------------------------------------- | ----- |
| 8.  | Suicide Solution (avec solo de guitare) | Osbourne, Rhoads, Daisley                      | 7:46  |
| 9.  | Iron Man                                | Osbourne, Tony Iommi, Geezer Butler, Bill Ward | 7:46  |
| 10. | Children of the Grave                   | Osbourne, Iommi, Butler, Ward                  | 5:57  |
| 11. | Paranoid                                | Osbourne, Iommi, Butler, Ward                  | 2:59  |

Face 4
| No  | Titre                                       | Auteur                              | Durée |
| --- | ------------------------------------------- | ----------------------------------- | ----- |
| 12. | Goodbye to Romance                          | Osbourne, Rhoads, Daisley           | 5:33  |
| 13. | No Bone Movies                              | Osbourne, Rhoads, Daisley, Kerslake | 4:02  |
| 14. | Dee (enregistrement studio de Randy Rhoads) | Rhoads                              | 4:22  |

## Note
- Le 20 juin 2007 sort au Japon une version remasterisée de l'album. Celle-ci ressemble à un petit vinyle. On peut l'acheter seul pour 34 USD ou en coffret avec les autres disques remasterisés cette année-là pour 295 USD.

## Musiciens
- Ozzy Osbourne : chant
- Randy Rhoads : guitares
- Rudy Sarzo : basse
- Bob Daisley : basse sur Goodbye to Romance et No Bone Movies
- Tommy Aldridge : batterie, percussions
- Lee Kerslake : batterie sur Goodbye to Romance et No Bone Movies
- Lindsay Bridgewater : claviers

## Production
- Max Norman : producteur, ingénieur du son
- Brian Lee & Bob Ludwig : remastering pour l'édition de 1995
- Bruce Dickinson : producteur exécutif pour l'édition de 2002
- Chris Athens : remastering pour l'édition de 2002

## Charts et certifications
| Pays             | Durée du classement | Meilleur classement |
| ---------------- | ------------------- | ------------------- |
| Allemagne        | 9 semaines          | 41e                 |
| Canada           | 12 semaines         | 17e                 |
| États-Unis       | 23 semaines         | 6e                  |
| Nouvelle-Zélande | 1 semaine           | 36e                 |
| Royaume-Uni      | 6 semaines          | 13e                 |
| Suède            | 5 semaines          | 17e                 |

| Pays       | Certification | Ventes      | Date       |
| ---------- | ------------- | ----------- | ---------- |
| Australie  | Or            | 35 000 +    | 2021       |
| Canada     | Or            | 50 000 +    | 26/01/1989 |
| États-Unis | 2 × Platine   | 2 000 000 + | 15/08/1997 |

Chart single
| Single               | Chart            | Durée du classement | Position | Date           |
| -------------------- | ---------------- | ------------------- | -------- | -------------- |
| "Crazy Train (live)" | UK Singles Chart | 1 semaine           | 99e      | 4 juillet 1987 |